# سید حسام‌الدین دولت‌آبادی
سید حسام‌الدین دولت‌آبادی (متولد ۱۲۸۲ – متوفی ۱۳۶۴) مشهور به حاج آقا حسامدولتمرد و نماینده مجلس شورای ملی بود.
حسام‌الدین فرزند میرزا مهدی دولت‌آبادی، فرزند میرزا هادی دولت‌آبادی و برادر میرزا یحیی دولت‌آبادی بود. در سال ۱۳۲۲ به نمایندگی از اصفهان به مجلس شورای ملی رفت (دوره چهاردهم). در سال ۱۳۲۶ مدتی معاون نخست‌وزیر و سپس شهردار تهران شد که تا سال ۱۳۲۸ در این سمت ماند.
پس از کودتای ۲۸ مرداد ۱۳۳۲ معاون پارلمانی سپهبد زاهدی نخست‌وزیر شد و سپس بار دیگر به نمایندگی از اصفهان به مجلس شورای ملی رفت (دوره هجدهم). در این دوره، در ۲۲ اسفند ۱۳۳۳ از سوی مجلس به عضویت شورای عالی شرکت نفت انتخاب شد. او بعدها از اعضای هیئت مؤسس و کمیتهٔ مرکزی حزب ملیون شد.
از سید حسام‌الدین دولت‌آبادی سه پسر به نامهای مهدی، هوشنگ و بیژن و سه دختر به نامهای شیوا، مهین‌بانو و پروین بر جای ماند.